# سونيا سينيفيرفاتني
سونيا إيزابيل سينيفيراتني (ولدت في 5 يونيو 1974 في لوزان) هي عالمة مناخ سويسرية، وأستاذة في معهد علوم الغلاف الجوي والمناخ التابع للمعهد الفدرالي السويسري للتكنولوجيا في زيورخ. وهي متخصصة في الظواهر المناخية المتطرفة.

## السيرة الشخصية
درست سونيا سينيفيراتني علم الأحياء في جامعة لوزان والعلوم البيئية في ETH زيورخ. عام 2002، حصلت على درجة الدكتوراه في علوم الغلاف الجوي والمناخ من المعهد الفدرالي السويسري للتكنولوجيا في زيورخ.
عملت باحثة ما بعد الدكتوراه في الإدارة الوطنية للملاحة الجوية والفضاء. منذ عام 2007، تعمل أستاذة في معهد علوم الغلاف الجوي والمناخ التابع للمعهد الفدرالي السويسري للتكنولوجيا في زيورخ.
سونيا سينيفيراتني عضو في الهيئة الحكومية الدولية المعنية بتغير المناخ (IPCC) وإحدى المؤلّفين الرئيسيين للتقرير الخاص حول الاحترار العالمي عند 1.5 درجة مئوية (2018).

## التكريمات
أُدرجت سونيا سينيفيراتني في قائمة طومسون رويترز لعام 2015 لأكثر العلماء الحديثين الذين يُستشهد بأعمالهم. كانت الكاتبة الرئيسية لمقال نُشر في عام 2014 في مجلة Nature Climate Change التي لم تظهر أي توقف في زيادة درجات الحرارة القصوى من 1997 إلى 2012.
هي عضو لجنة ميدالية Revelle. في عام 2013، حصلت على وسام جيمس ب.ماكلوان من الاتحاد الجيوفيزيائي الأمريكي. في عام 2014، حصلت على منحة التوحيد من مجلس البحوث الأوروبي.